# Triplicaria hypoxyloides
Triplicaria hypoxyloides är en svampart som beskrevs av P. Karst. 1889. Triplicaria hypoxyloides ingår i släktet Triplicaria och familjen kolkärnsvampar.   Inga underarter finns listade i Catalogue of Life.